# Le Chauchet
Le Chauchet är en kommun i departementet Creuse i regionen Nouvelle-Aquitaine i de centrala delarna av Frankrike. Kommunen ligger i kantonen Chénérailles som tillhör arrondissementet Aubusson. År 2022 hade Le Chauchet 105 invånare.

## Befolkningsutveckling
Antalet invånare i kommunen Le Chauchet
Referens:INSEE